# Понте-Треза
Понте-Треза (італ. Ponte Tresa) — колишня громада  в Швейцарії в кантоні Тічино, округ Лугано. 2021 року громади Крольйо, Монтеджо, Понте-Треза і Сесса об'єдналися в громаду Тічино.

## Географія
Понте-Треза має площу 0,4 км², з яких на 51,2% дозволяється будівництво (житлове та будівництво доріг), 2,4% використовуються в сільськогосподарських цілях, 41,5% зайнято лісами, 4,9% не є продуктивними (річки, льодовики або гори).

## Демографія
2019 року в громаді мешкало 773 особи (+0% порівняно з 2010 роком), іноземців було 33,5%. Густота населення становила 1840 осіб/км².
За віковим діапазоном населення розподілялося таким чином: 13,6% — особи молодші 20 років, 61,1% — особи у віці 20—64 років, 25,4% — особи у віці 65 років та старші. Було 410 помешкань (у середньому 1,9 особи в помешканні).
Із загальної кількості 299 працюючих 0 було зайнятих в первинному секторі, 61 — в обробній промисловості, 238 — в галузі послуг.